# Vöröshátú egérmadár
A vöröshátú egérmadár (Colius castanotus) a madarak osztályának egérmadár-alakúak (Coliiformes) rendjébe és az egérmadárfélék (Coliidae) családjába tartozó faj.

## Elterjedés
Afrikában Angola és a Kongói Demokratikus Köztársaság területén honos. Főleg erdőszéleken, ritkás erdőkben él.

## Megjelenése
Ismertetőjegye vörös háta és barna alapszíne. Hasa világosabb, pofája fehéres.